# (41450) Medkeff
(41450) Medkeff est un astéroïde de la ceinture principale.

## Description
(41450) Medkeff est un astéroïde de la ceinture principale. Il fut découvert le 1er juin 2000 à Anza (Californie) par Michael Collins et Minor White. Il présente une orbite caractérisée par un demi-grand axe de 2,39 UA, une excentricité de 0,14 et une inclinaison de 2,3° par rapport à l'écliptique.

## Compléments